# Taiseki-ji
Tahō Fuji Dainichirenge-san Taiseki-ji (多宝富士大日蓮華山大石寺), més conegut com a Sōhonzan Taiseki-ji (総本山大石寺) i conegut informalment com a Taiseki-ji (大石寺) és el principal temple i centre administratiu del budisme de Nichiren Shōshū. El temple es troba als peus del mont Fuji, al municipi de Fujinomiya, a la prefectura de Shizuoka, Japó. Fou fundat l'any 1290 per Nikkō I, un dels deixebles més grans de Nichiren en uns solars donats per Tokimitsu Nanjō, senyor feudal.
El Taiseki-ji és el lloc on es troba el Dai Gohonzon, l'objecte de veneració suprema de Nichiren Shōshū i que atrau pelegrins d'arreu els països del món. Els grans prats del temple estàn oberts al públic general per al turisme però l'accés als edificis religiosos està reservat només per als creients. Conseqüentment, els fidels de la Sōka Gakkai, no poden accedir al temple, ni tan sols als prats.
El temple és el centre administratiu de Nichiren Shōshū i, el seu prior és simultània i paral·lelament el summe sacerdot de Nichiren Shōshū. L'actual summe sacerdot, el 68è, és Nichinyo I, qui va accedir al càrrec el 16 de desembre de 2005.
Com ja s'ha esmentat abans, el Dai Gohonzon, objecte màxim de veneració dels fidels de Nichiren Shōshū, es troba al temple. La imatge és visitada pels creients que arriben com a pelegrins, per tal de participar en els oficis regulars o pels que prenen part en grans esdeveniments tals com programes d'estudi i similars. El temple és conegut pels seus nombrosos i històricament remarcables edificis i jardins, peces culturals i els vells cirerers que es troben al camí principal dins del temple.
D'acord amb la tradició de Nichiren Shōshū, el temple fou fundat l'any 1290 pel deixeble de Nichiren, Nikkō, en un solar anomenat Ōishigahara (大石ケ原, "camp de la gran pedra"), donat pel senyor feudal Tokimitsu Nanjō. El nom del temple deriva d'una altra lectura dels kanji o ideogrames del nom del camp: Tai (大), Seki (石) i l'ideograma de temple, ji (寺).
Nanjō era un fidel seguidor de Nichiren i dels seus deixebles, com Nikkō. El temple va començar només amb un xicotet edifici, el Mutsubō amb sis cambres, però poc a poc els altres deixebles i sacerdots de Nikkō van anar construint més edificis. El temple va anar creixent en diverses fases durant el període Edo i després de la Segona Guerra Mundial.

## Edificis

### Sanmon

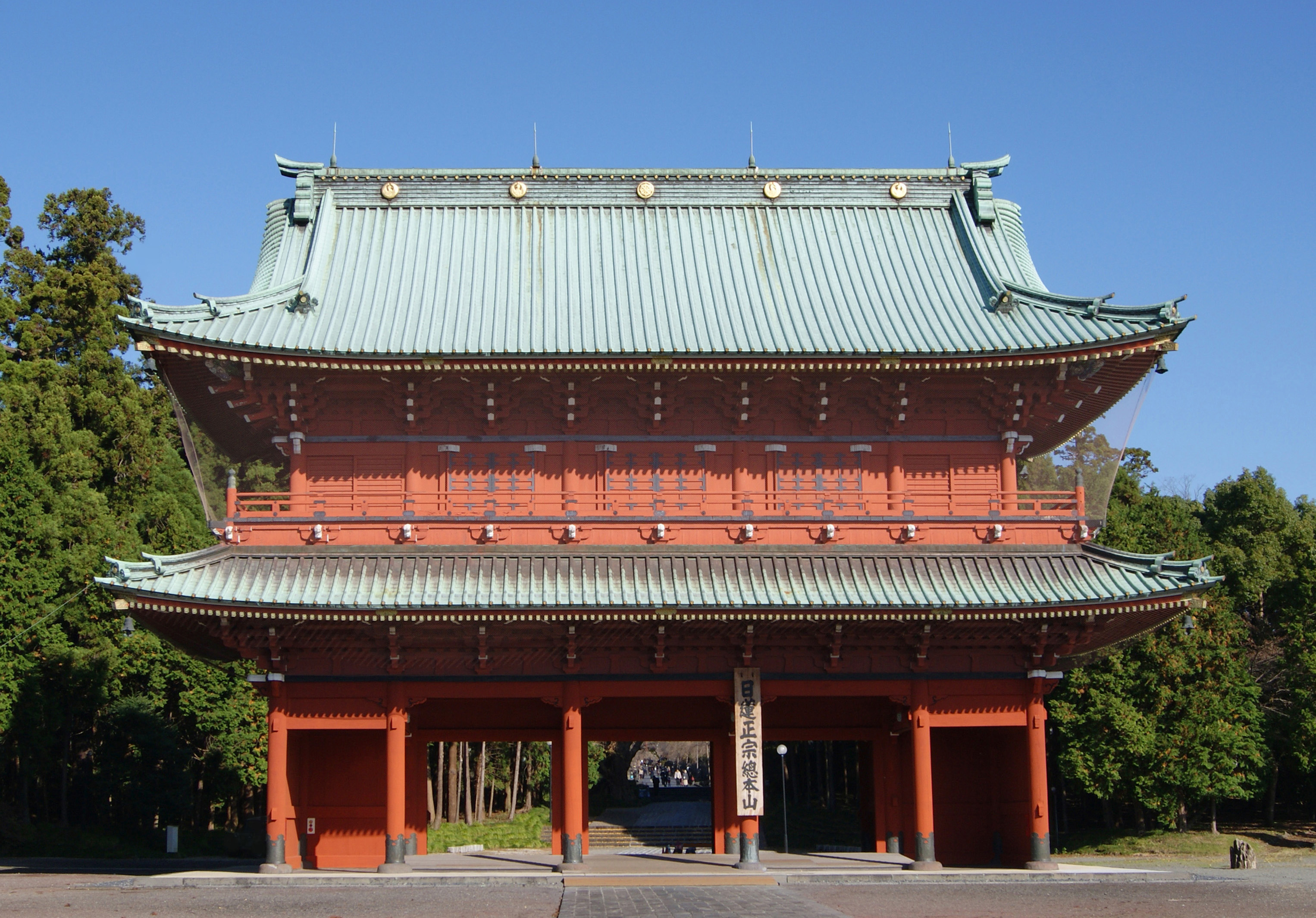
Sanmon

El Sanmon (三門, "tres portes"), un portal de tres arcs, és el portal principal de Taiseki-ji i ha estat declarada com a bé cultural de la prefectura de Shizuoka. Fou construït l'any 1717 amb l'ajuda econòmica de na Hiroko Konoe, filla de la princessa imperial Tsuneko i muller del Shōgun Tokugawa Ienobu. Un Gohonzon transcrit pel 25é summe sacerdot, Nichiyū I, està consagrat a la planta superior del portal. Al seu moment, na Hiroko Konoe donà 300 ryō per a la construcció. Localitzat prop de la carretera nacional, l'any 1997 fou vandalitzat i tacat amb un graffiti. Ha estat restaurat als darrers temps i els seu Gohonzon ha estat tornat a consagrar altra vegada cerimoniosament el 15 de gener de 2021.

### Mutsubo

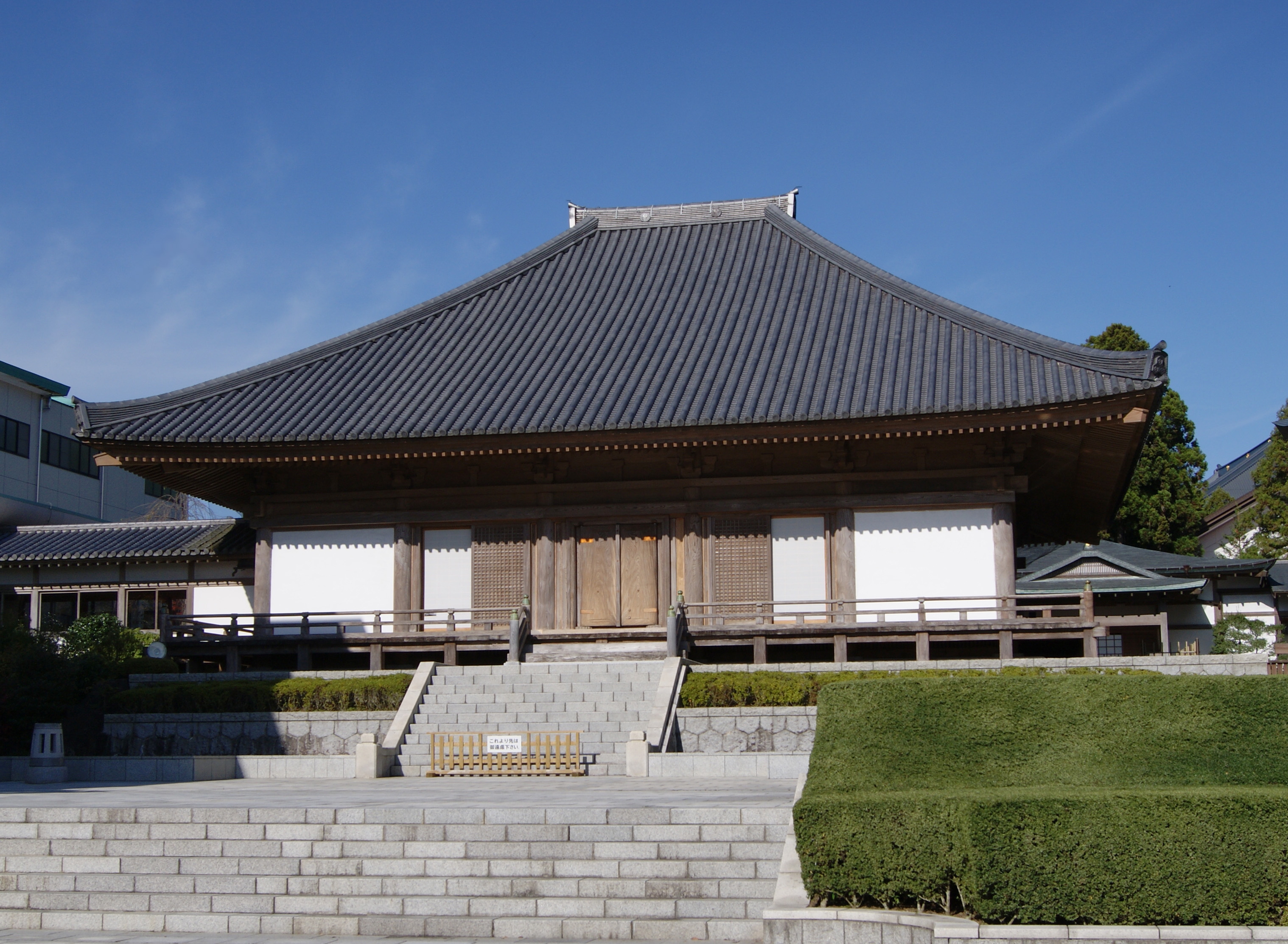
Mutsubo

El primer Mutsubo (六壷 "sis jerros") fou erigit l'any 1290 com el primer edifici de tot Taiseki-ji. Des de llavors, ha estat reconstruït diverses vegades, però el Gohonzon que conté, datat el novembre de 1332, és atribuït al fundador del temple Nikkō I. L'edifici encara manté el seu disseny arquitectònic amb sis cambres. L'actual estructura, construïda principalment en fusta de keyaki, fou finalitzada l'any 1988. És tradició que el summe sacerdot de Nichiren Shōshū, en finalitzar la cerimònia de l'Ushitora Gongyō realitzada al Kyakuden, es dirigisca al Mutsubo per tal d'oficiar un altre Gongyō amb els jóvens sacerdots i un grup d'acòlits. Pel seu significat històric, és un dels edificis més importants del temple.

### Kyakuden

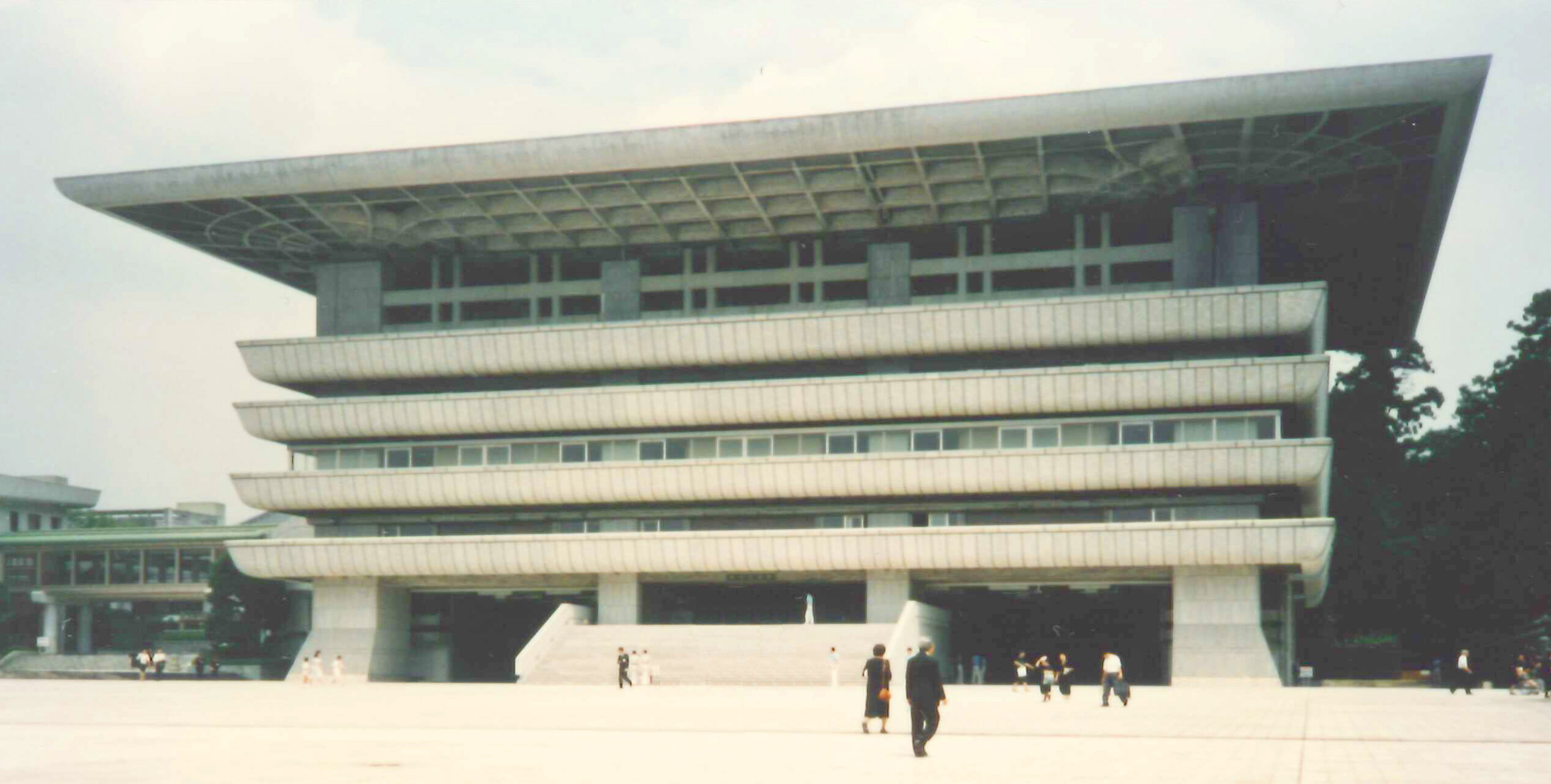
Antic Kyakuden

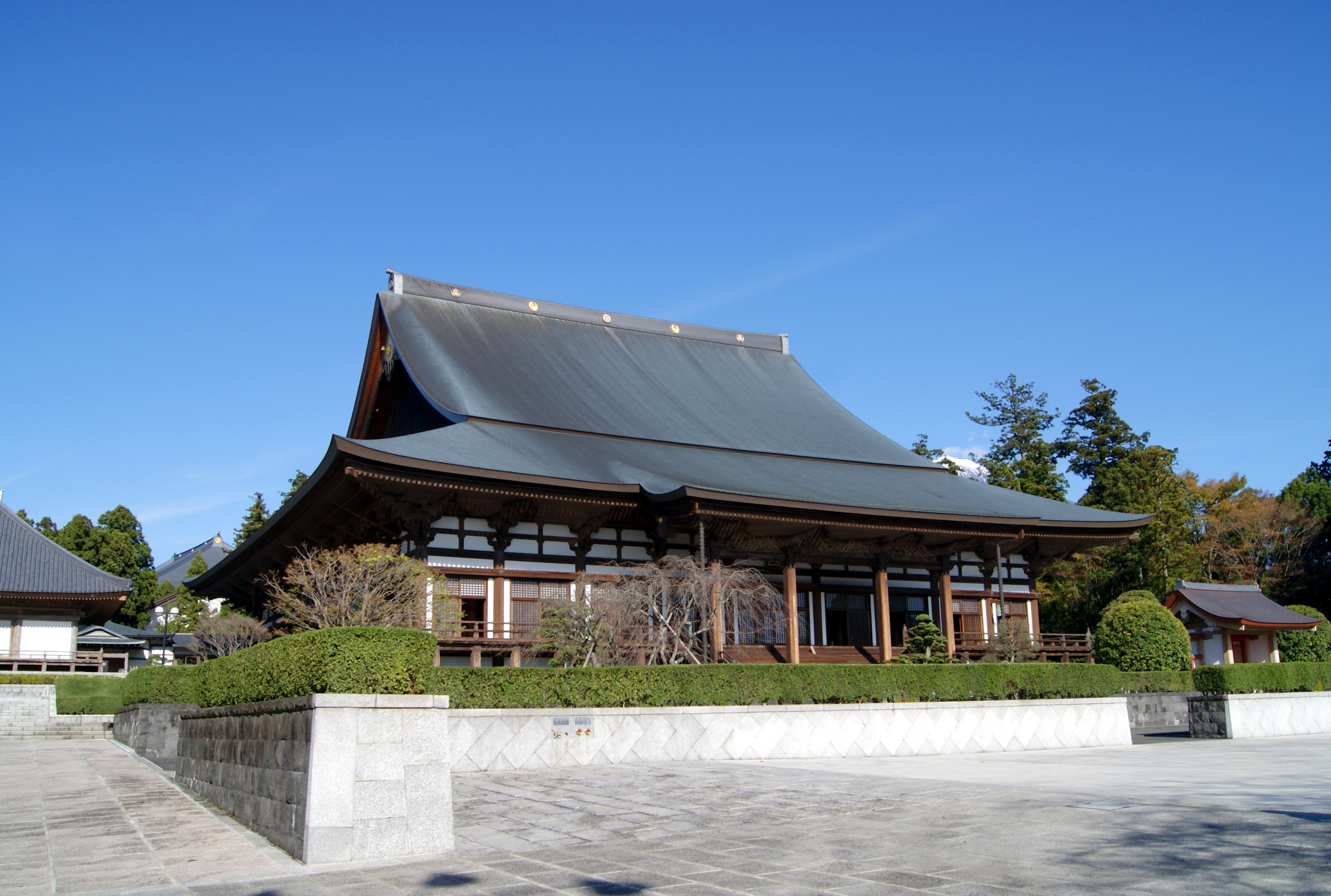
Actual Kyakuden

El Kyakuden (客殿, "pavelló de recepcions") és un dels edificis centrals on es fan la majoria de cerimònies, inclòs l'Ushitora Gongyō oficiat pel summe sacerdot cada matí. L'edifici original fou construït l'any 1465 i l'actual és de l'any 1998.
El Kyakuden fou reconstruït amb el nom de Dai-Kyakuden (大客殿, "gran pavelló de recepcions") i com un edifici d'estil contemporani amb l'ajuda i assistència de la Sōka Gakkai a l'abril de 1964. Aquest edifici fou enderrocat l'any 1995 i reconstruït amb la seua actual forma l'any 1998 amb una estructura majoritàriament de fusta. El clergat va declarar que la "massa de formigó armat" que era el Dai-Kyokuden era inapropiada i incongruent amb l'estil arquitectònic del complex del temple.
El Kyakuden és el lloc on s'oficia l'Ushitora Gongyō, una litúrgia diària oficiada pel summe sacerdot o algú dels seus servidors. L'Ozagawari Joza Gohonzon ("Gohonzon de la Cadira del Dharma"), original en paper del 13 d'octubre de 1290 i transcrit a fusta el 15 de juny de 1706, fou consagrat a l'altar central de la segona planta d'aquest edifici. Aquest mandala en fusta de 1706 està vorejat per dues estàtues a mida humana de Nichiren (a l'esquerra) i de Nikkō I (a la dreta) com una representació simbòlica de l"estil dels tres tresors", on l"objecte d'adoració" és el mandala al centre. Les dues grans estàtues foren tallades l'any 1660 durant el summe sacerdoci de Nissei I.

### Mieidō

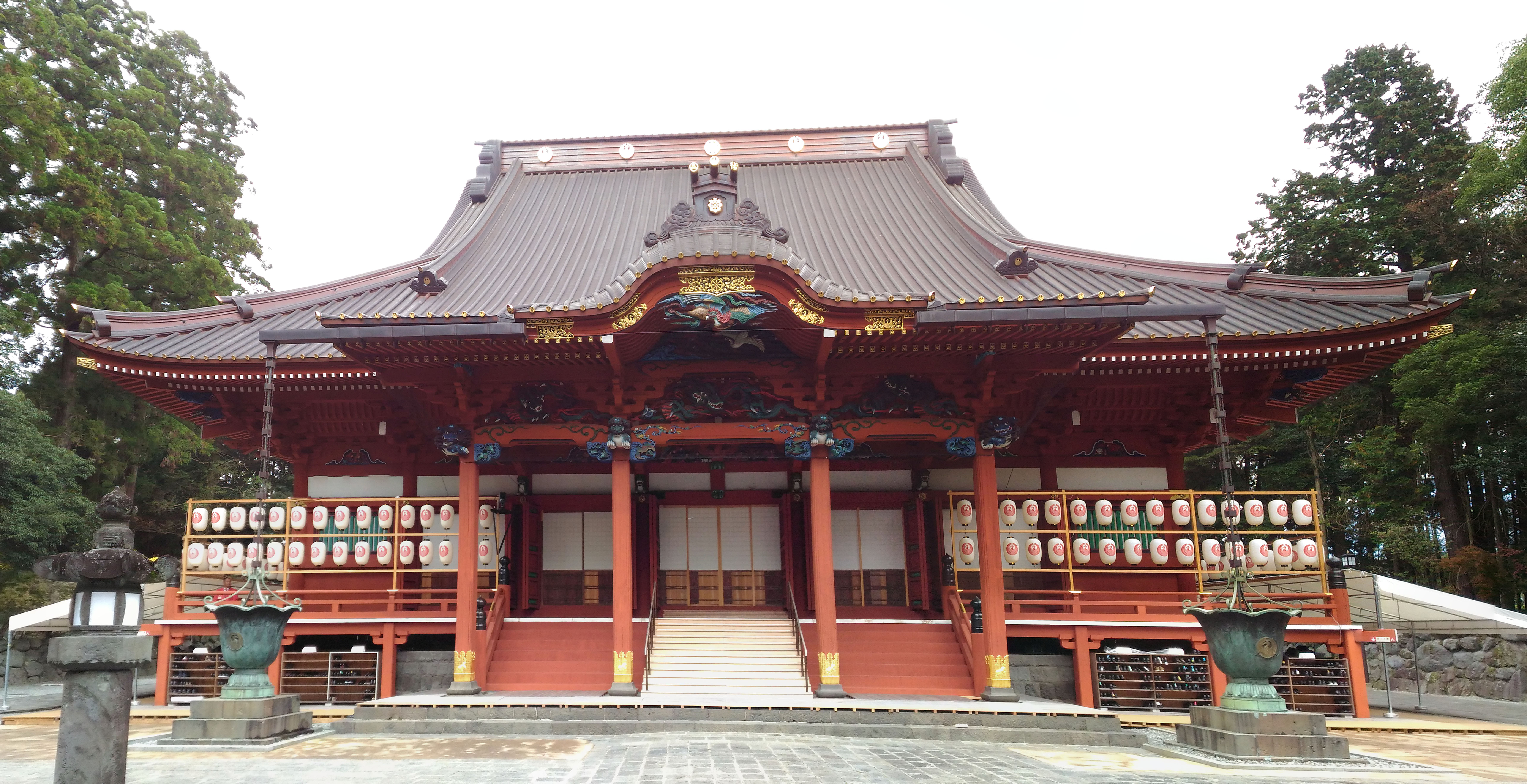
Mieidō

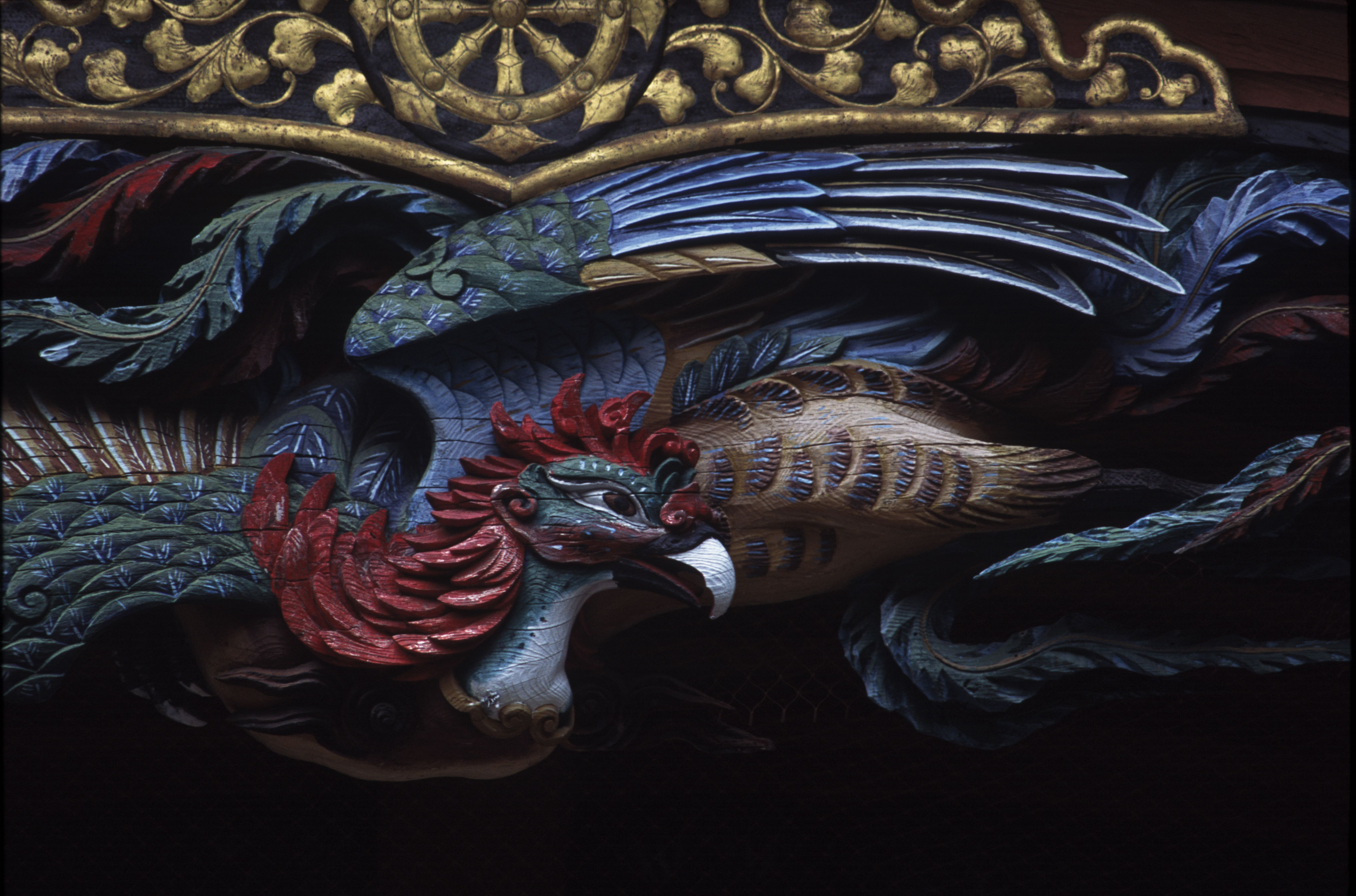
Detall del cassetonat

El Mieidō (御影堂, "pavelló de la sagrada forma") és el hondō (本堂, "pavelló principal") de Taiseki-ji. L'origen d'aquest edifici prové d'un altre pavelló, el Midō (御堂, "pavelló sagrat"), erigit per Nikkō I quan fundà Taiseki-ji l'any 1290. L'edifici pren el seu nom d'una imatge a mida natural de Nichiren esculpida per l'artesà d'imatges budistes Echizen Hōkyō Kaikei. La imatge fou consagrada l'any 1388 en un edifici que fou reconstruït l'any 1522. L'actual estructura d'estil clàssic fou erigida l'any 1632 amb donacions de na Manhime Ogasawara, muller de Yoshishige Hachisuka, senyor del castell de Tokushima. L'edifici està construït en el típic estil d'inicis del període Edo: colorit, luxós i ple de guarnits de fusta tallada i lacada a la façana. L'any 1680 el Dai Gohonzon va ser ocultat en aquest edifici per raons de seguretat.
Diverses fases d'expansions, millores i reparacions han tingut lloc a l'edifici, que ha estat declarat bé cultural prefectural de Shizuoka després d'una important restauració l'any 1971. La reforma més recent va acabar el novembre de 2013. El projecte de set anys de durada va consistir a desmuntar l'edifici peça a peça per tal d'armar-lo més tard. Totes les peces van ser catalogades, planificades i enregistrat el seu grau d'envelliment. Les parts estructurals malmeses van ser reparades o substituïdes i els elements decoratius de la façana com ara les llindes i altres van ser restaurades amb pintura i laca. Quan l'edifici fou novament muntat, s'instal·laren als fonaments sistemes antisísmics. Es varen aplicar noves fulles de pa d'or a les columnes interiors i es pintà de nou l'exterior en vermelló segons els mètodes tradicionals. L'edifici és conegut pels seus cassetonats decoratius que representen diverses deïtats budistes que ocupen "la Torre del Tresor del Sutra del Lotus". Un stupa decoratiu que encara hui existeix fou erigida prop de l'edifici per a commemorar les donacions de na Manhime Ogasawara.

### Hōandō

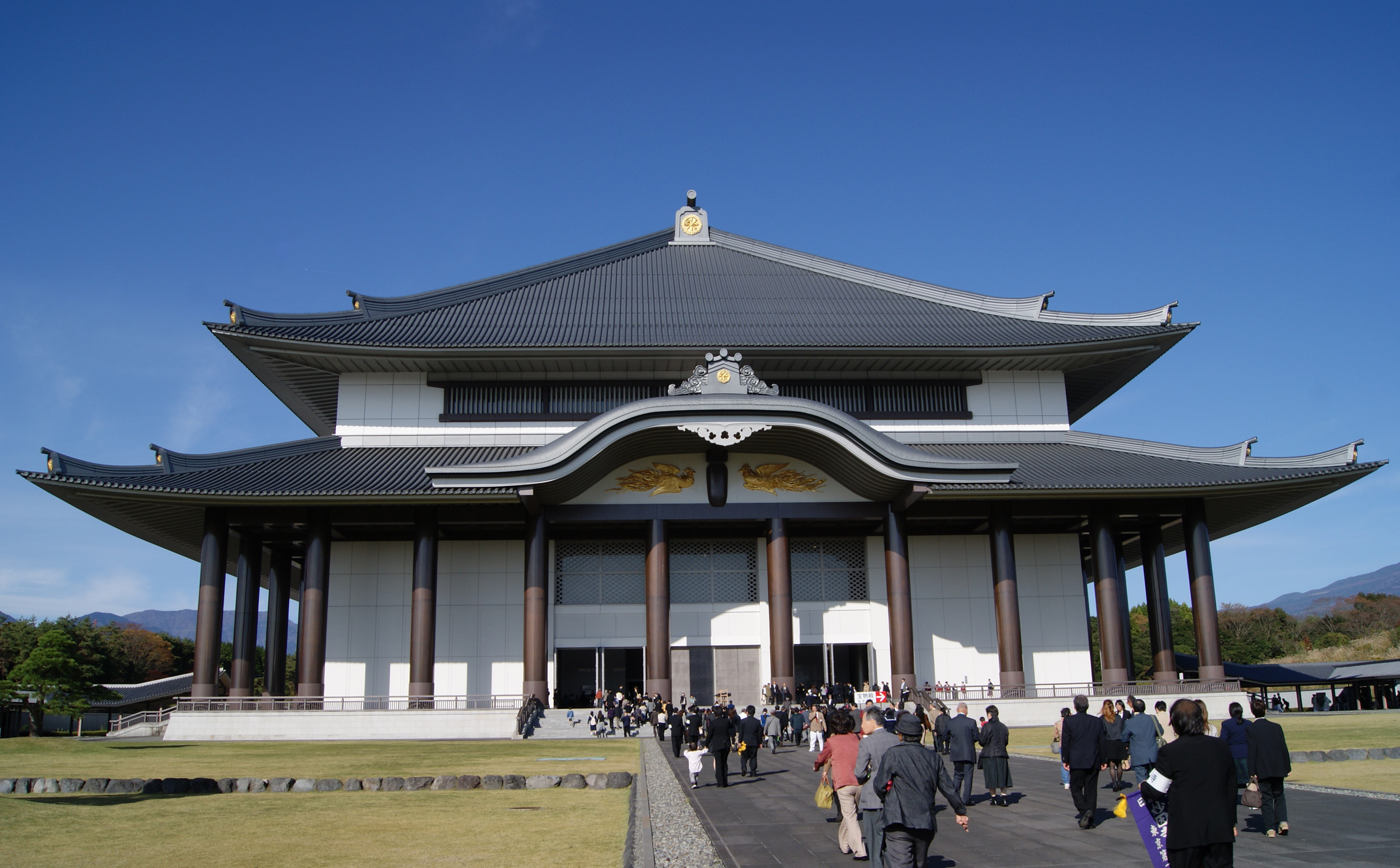
Hōandō

El Hōandō (奉安堂, "pavelló consagrat"), construït l'any 2002, conté el Dai Gohonzon, l'objecte suprem de veneració de Nichiren Shōshū. El Hōandō fou construït a l'estil dels magatzems kura per a evidenciar que la fe de Nichiren Shōshū encara no és la religió majoritària de la gent del món. Nichiren Shōshū declara que Nichiren desitjava que el Dai Gohonzon no fora públicament accessible, sinó emmagatzemat i mostrat només a aquells que haguessin sol·licitat una audiència amb el summe sacerdot. Una altra interpretació d'això és que, a diferència de tots els altres altars de Nichiren Shōshū, el Hōandō no té ofrenes, ni plantes de fulla perenne ni taiko, i no es permet l'entrada als no creients. Els fidels discapacitats i els seus assistents i acompanyants tenen prioritat a l'entrada i a l'hora de seure a l'edifici.
A l'altar principal del Hōandō, el Shumidan, s'hi troben un stupa amb les cendres de Nichiren a l'esquerra, un gran butsudan on es troba el Dai Gohonzon al centre i un altre stupa que conté una estàtua de Nichiren tallada per Nippō I de la fusta del mateix camforer que es va fer el Dai Gohonzon i fins i tot la tradició afirma que Nichiren va aprovar l'estàtua com una imatge perfecta d'ell.
Taiseki-ji ha considerat tradicionalment el Mieidō com el seu pavelló principal o hondō, però això és només provisional fins a l'assoliment del propagament total de la fe de Nichiren. Quan això tinga lloc, l'edifici principal serà aquell que continga el Dai Gohonzon. El Hōandō va reemplaçar el Shōhondō després de l'enderrocament d'aquest l'any 1998.

#### Gohōzō

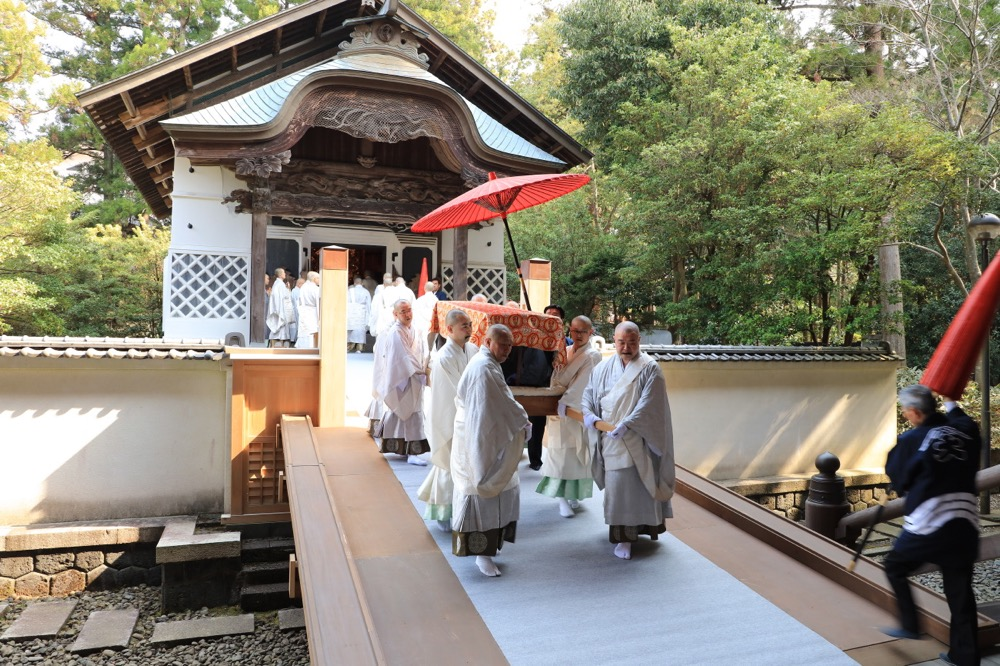
Gohōzō

El Gohōzō (御宝蔵, "pavelló dels tresors sagrats") és una xicoteta edificació que conté diferents pintures i pergamins religiosos i relíquies i diferents objectes històrics. Dins de l'edifici es troben els Gosho originals de Nichiren on conversa amb la deïtat budista Hachiman, i també una carta amb Tokimitsu Nanjō quan encara eren vius. A més, tots els Gohonzon transcrits pels sacerdots es troben ací enmagatzemats, i són trets a l'abril durant la cerimònia d'aireació Omushibarai. L'edifici també conté diversos objectes culturals i de valor donats pels pelegrins dels països on hi ha fidels de Nichiren Shōshū. El Gohōzō es troba darrere del Hōandō, l'edifici on es troba el Dai Gohonzon.

### Daikōdō

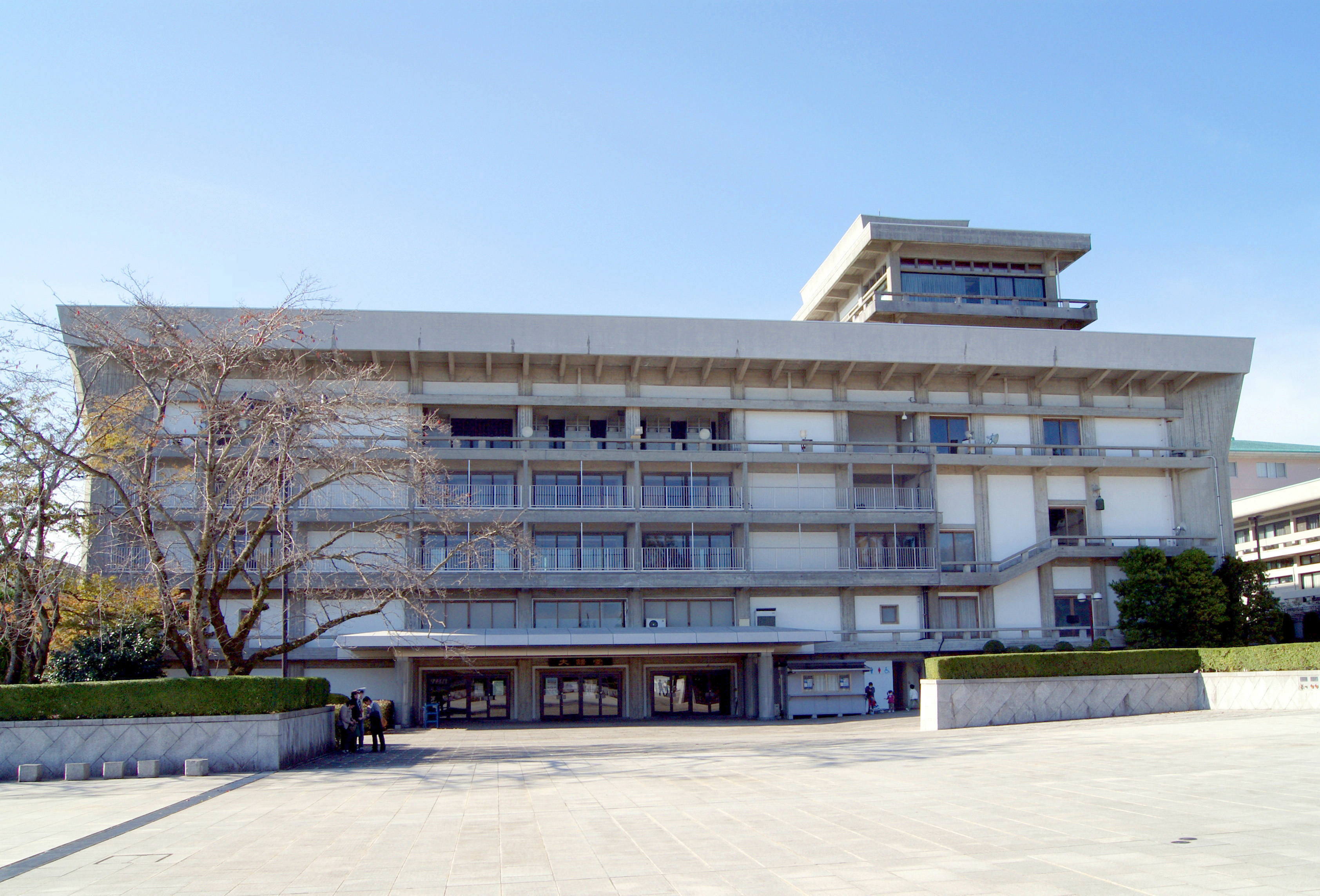
Daikōdō

El Daikōdō ("gran auditori") és obra d'una donació de la Sōka Gakkai quan aquesta encara formava part de Nichiren Shōshū. La construcció de l'edifici començà al desembre de 1956 i va finalitzar l'1 de març de 1958. L'edifici conté un "Mannen-Kugo", un disseny estètic originalment inscrit pel mateix Nichiren i després cosignat pel temple Yoshihama Myohonji, situat a Kyonan, a la prefectura de Chiba. I també una transcripció en fusta d'aquest Gohonzon feta per l'artesà i sacerdot de Taiseki-ji Eritsu Hiki Bhikkhu al gener de 1687 en commemoració a l'inici del summe sacerdoci de Nitchū I.
Després de la finalització d'aquest edifici l'any 1958, l'aleshores summe sacerdot, Nichijun II, va consagrar el Gohonzon abans esmentat i que encara avui roman a l'edifici. Actualment, el mandala es troba flanquejat per dos taulons memorials en honor al segon summe sacerdot, Nikkō I i al seu successor, Nichimoku I, fent un paral·lisme entre els dos deixebles que escolten al mestre i la funció de l'edifici, un auditori. La demolició d'aquest edifici, que no es troba en les condicions de manteniment adequades, estava programada per a l'any 2021.

### Shōhondō

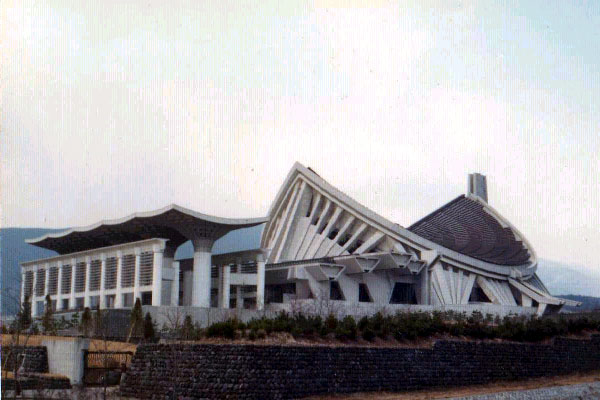
Shōhondō

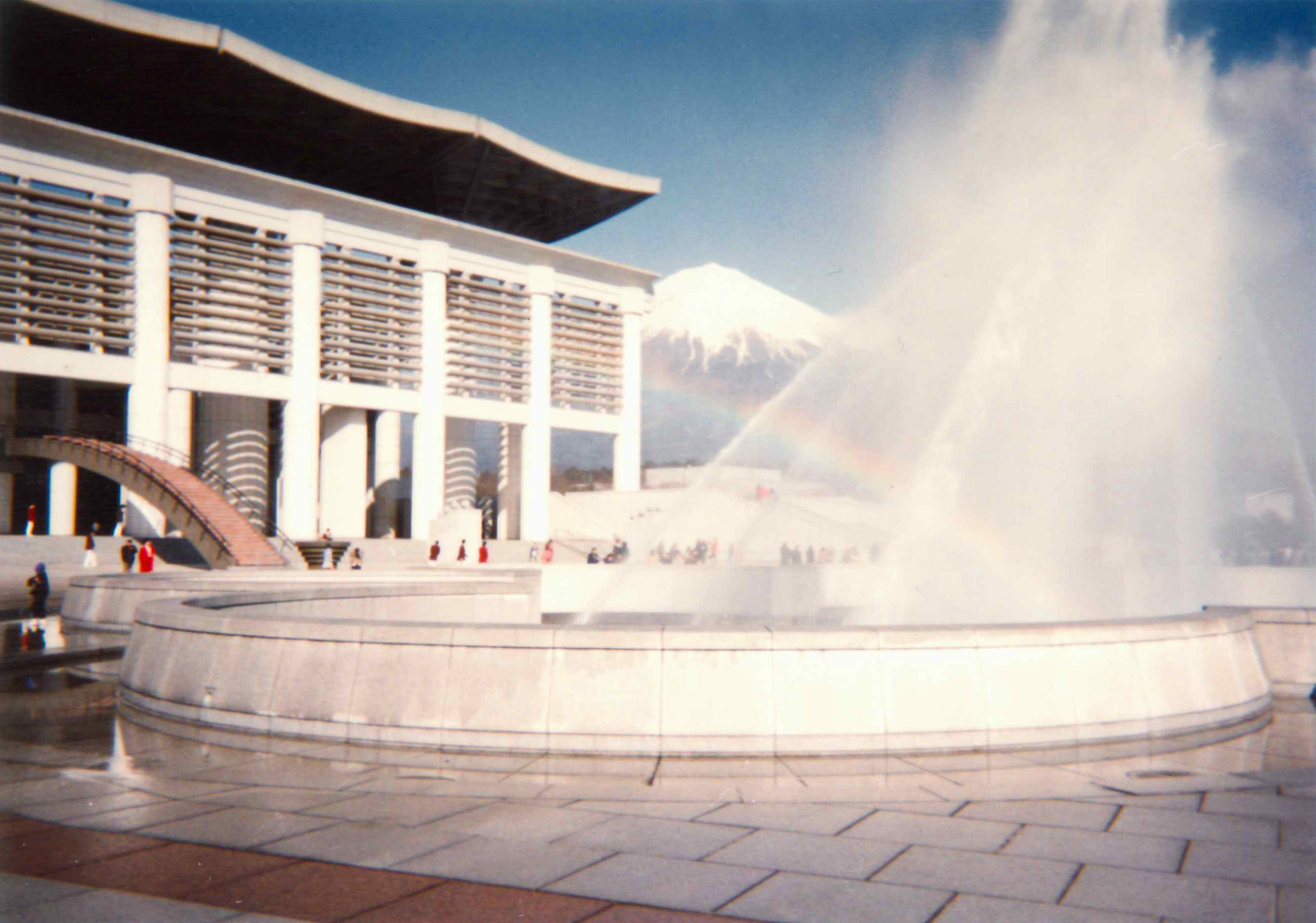
Font del Shōhondō (1993)

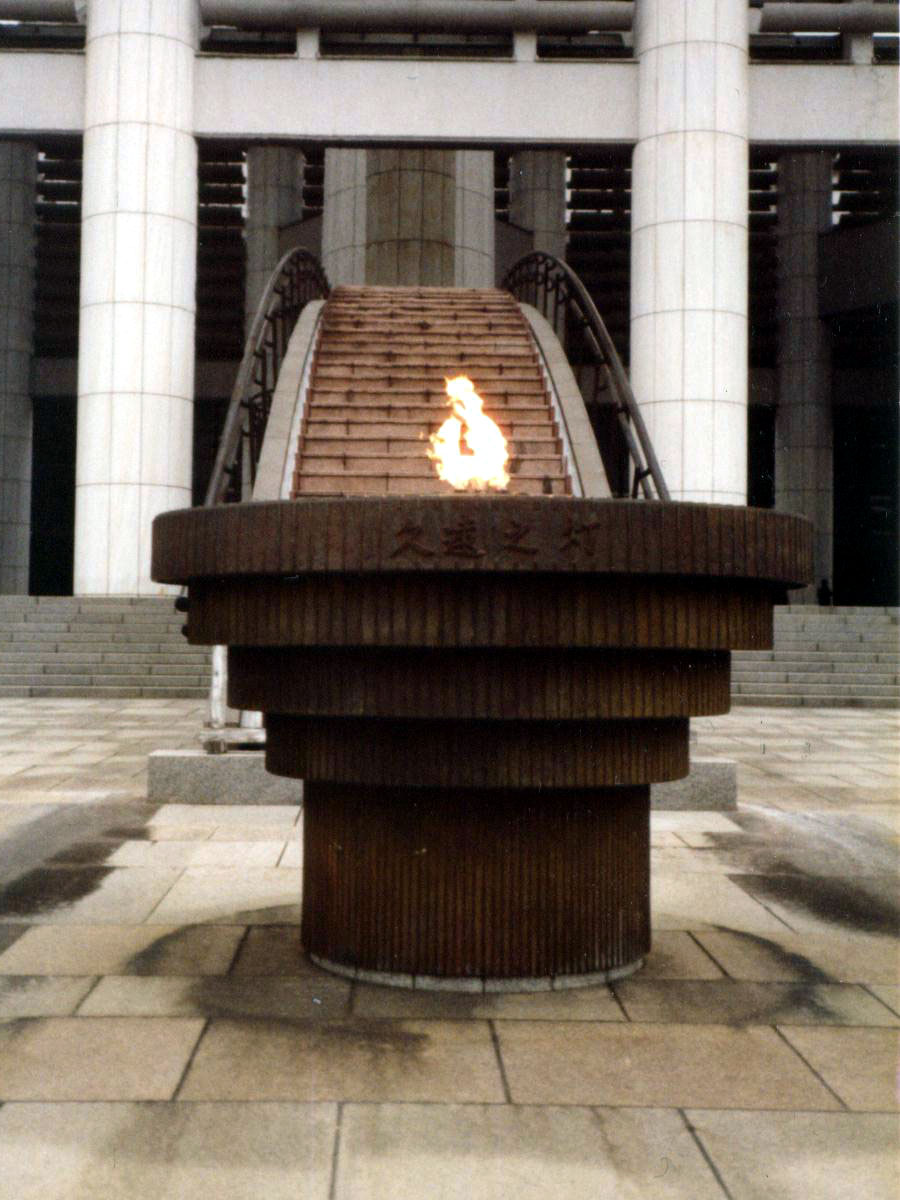
Flama eterna al Shōhondō

El Shōhondō (正本堂, "veritable pavelló principal") fou un edifici inaugurat l'octubre de 1972 i enderrocat l'any 1998. L'aleshores president de la Sōka Gakkai, Daisaku Ikeda, que emfatitzava la construcció de grans monuments que reflectiren l'èxit del seu moviment sol·licità el permís per tal de construir l'edifici que posteriorment seria conegut com el Shōhondō.
Segons l'estudiós de les religions Daniel A. Métreux, la Sōka Gakkai atorgà especial importància a la construcció de l'edifici, basant-se en interpretacions doctrinals no compartides amb el clergat de Nichiren Shōshū i, per tant, això va produir una certa controvèrsia des dels inicis de la construcció.
El Shōhondō fou presentat per la Sōka Gakkai com el "veritable màxim santuari", títol disputat per diverses organitzacions laiques de Nichiren Shōshū com ara el Kenshōkai, posteriorment excomunicat com tots els membres de Sōka Gakkai. Les doctrines de Nichiren Shōshū estipulen que aquest títol de "veritable màxim santuari" està reservat per a un futur temple nacional que haurà de ser construït als peus del mont Fuji quan s'assolisca la propagació total de la doctrina Nichiren pel món i quan l'emperador del Japó així ho decrete i tot el poble japonés s'haja convertit al budisme Nichiren.
L'estudiós Métreux explica que la Sōka Gakkai va reinterpretar la doctrina, mantenint que el Shōhondō podia dur el títol del qual Nichiren parlava perquè, segons ells, la filosofia de Nichiren havia estat àmpliament difosa per tot el Japó i havia penetrat positivament en la gent. La importància donada a l'edifici fou, en definitiva, un afer de distanciament entre la Sōka Gakkai i les altres faccions de Nichiren Shōshū.
L'aleshores summe sacerdot, Nittatsu I, va clarificar que el Shōhondō no era el temple permanent del futur al qual es referia Nichiren, no obstant això, va permetre que l'edifici fora la seu provisional del Dai Gohonzon fins l'adveniment del futur i definitiu "veritable pavelló principal".
La construcció de l'edifici fou financiada principalment per les donacions dels membres laics de Nichiren Shōshū. L'any 1968, aproximadament 8 milions de membres de la Sōka Gakkai van contribuir econòmicament a la construcció. L'edifici va costar una suma aproximada de 35.536.000.000 de iens, dels quals 35.064.300.000 corresponien als membres de la Sōka Gakkai, 313.820.000 als membres laics del Hokkekō i 157.870.000 als sacerdots i a les seues famílies.
L'edifici fou enderrocat l'any 1998. La raó oficial que va donar la direcció de Nichiren Shōshū fou el suposat descobriment de rovell als pilars de dins del temple. Els enginyers van descobrir que en el morter al construir l'edifici s'havia fet amb sorra de l'oceà, fet que posa en risc la seguretat del Dai Gohonzon en cas de terratrèmol. La secta també va admetre que la demolició de l'edifici era una manera de tallar amb la Sōka Gakkai després que aquesta fora excomunicada per les seues desviacions de la doctrina ortodoxa.
Els arquitectes estatunidencs Richard Meier i Robert A. M. Stern van valorar negativament l'enderrocament de l'edifici. Terence Riley, antic cap conservador d'arquitectura i disseny del Museu d'Art Modern de Nova York (MoMA) va opinar que la demolició planificada del Shōhondō seria una "fi lamentable" per a un segle que "ha presenciat tantes pèrdues".

### Cementeri
Dins del complex del temple hi ha un cementeri on es troben els stupes funeraris amb les cendres de tots els summes sacerdots, els sacerdots regulars i de tots aquells fidels que així ho desitgen.